# Enzo Paleni
Enzo Paleni (* 30. Mai 2002 in Aix-en-Provence) ist ein französischer Radrennfahrer.

## Werdegang
Sportlich begann Paleni mit dem Snowboard, im Alter von 10 und 11 Jahren nahm er an den nationalen Meisterschaften teil. Danach wechselte er zum Eishockey. Aufgrund einer Knieverletzung musste er das Eishockey jedoch aufgeben und im Rahmen einer Reha kam er zum Radsport.
Als Junior startete Paleni für das Beauvais Team Cycliste, das im Nachwuchsbereich eng mit dem AG2R Citroën Team verbunden ist. 2020 machte er durch dem zweiten Platz beim Grand Prix Rüebliland sowie ebenfalls den zweiten Platz bei den französischen Meisterschaften im Einzelzeitfahren der Junioren auf sich aufmerksam.
Mit dem Wechsel in die U23 wurde Paleni 2021 Mitglied in der Equipe continentale Groupama-FDJ, um zukünftig mit Arnaud Démare zu fahren, der in seiner Nähe wohnt und mit dem er bereits zusammen trainiert hat. In der Saison 2022 erzielte er seinen ersten internationalen Erfolg, als er die Gesamtwertung der Rundfahrt Triptyque des Monts et Châteaux für sich entschied.
Im August 2022 wurde bekannt gegeben, dass Paleni zur Saison 2023 zusammen mit sechs weiteren Fahrern vom Nachwuchsteam in das UCI WorldTeam von Groupama-FDJ übernommen wird. Beim Giro d’Italia 2024 gab er sein Grand-Tour-Debüt und belegte den 56. Gesamtrang.

## Erfolge
2019
- eine Etappe Aubel-Thimister-Stavelot

2022
- Gesamtwertung Triptyque des Monts et Châteaux
- Bergwertung Tour de la Mirabelle

## Grand Tour-Platzierungen
| Grand Tour            | 2024 |
| --------------------- | ---- |
| Giro d’ItaliaGiro     | 56   |
| Tour de FranceTour    | –    |
| Vuelta a EspañaVuelta | –    |